# マティアス・マンリケ
マティアス・エドゥアルド・マンリケ（Matías Eduardo Manrique, 1980年11月1日 - ）は、アルゼンチン・メンドーサ出身の元サッカー選手。現役時代のポジションはディフェンダー。

## 経歴
2001年にCAインデペンディエンテからプロデビューした。2002年から2004年まではアルセナルFCでプレーしたが、2004年にインデペンディエンテに復帰した。2006年にウルグアイのダヌービオFCに移籍し、その後加入したCAペニャロールではリーグ優勝を果たした。CAウラカンを経て、2009年1月にCAチャカリタ・ジュニアーズに移籍した。